# Beerenberg
El Beerenberg és un volcà de 2.277 msnm situat a l'illa de Jan Mayen, al comtat de Nordland, Noruega. És el volcà actiu més septentrional del món. Està coronat per un cràter aproximadament d'1 km d'amplada, que està tot ple de gel amb nombrosos pics al llarg de la seva vora, el cim més alt dels quals, Haakon VII Toppen, es troba al costat occidental del volcà.
Els vessants superiors del volcà estan en gran part coberts de gel, amb diverses glaceres importants, de les quals cinc que arriben al mar. La glacera més llarga és la Weyprecht, que descendeix des del cràter del volà a través d'una bretxa situada al nord-oest de la vora del cràter, i s'estén al voltant de 6 km fins al mar.
Beerenberg està compost principalment pels fluxos de lava basàltica amb quantitats menors de tefra. S'han format nombrosos cons de cendra al llarg de les fissures del volcà. Les seves erupcions més recents van ocórrer el 1985 i al 1970. Altres erupcions registrades històricament van ocórrer el 1732, el 1818, i el 1851.
El seu nom significa "muntanya de l'os" en neerlandès, un nom que li va ser donat després que uns baleners holandesos veiessin ossos polars al volcà al segle xvii.

## Imatges

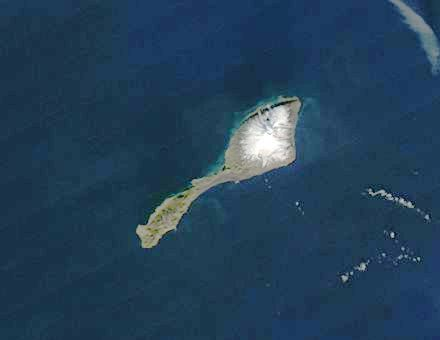
Imatge de satèl·lit de Jan Mayen amb el Beerenberg cobert de glaceres.
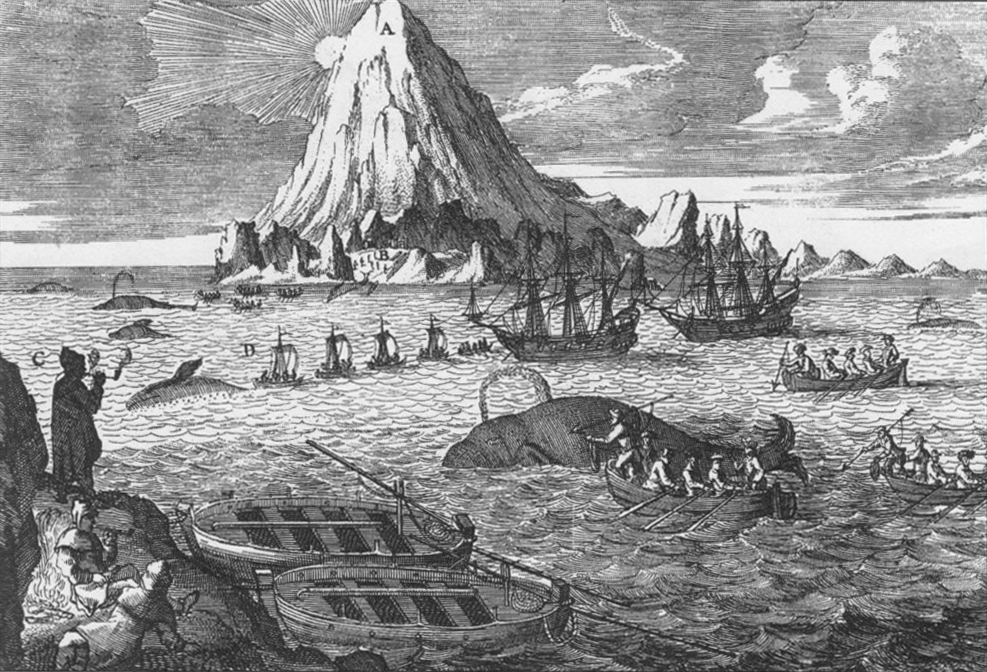
Gravat de Jan Mayen del segle xviii, en què apareix el Beerenberg.